# Plompe sprinkhanendoder
De plompe sprinkhanendoder (Tachytes panzeri) is een vliesvleugelig insect uit de familie van de graafwespen (Crabronidae). De wetenschappelijke naam van de soort is voor het eerst geldig gepubliceerd in 1841 door Jean-Marie Léon Dufour.